# حديقة الزوراء

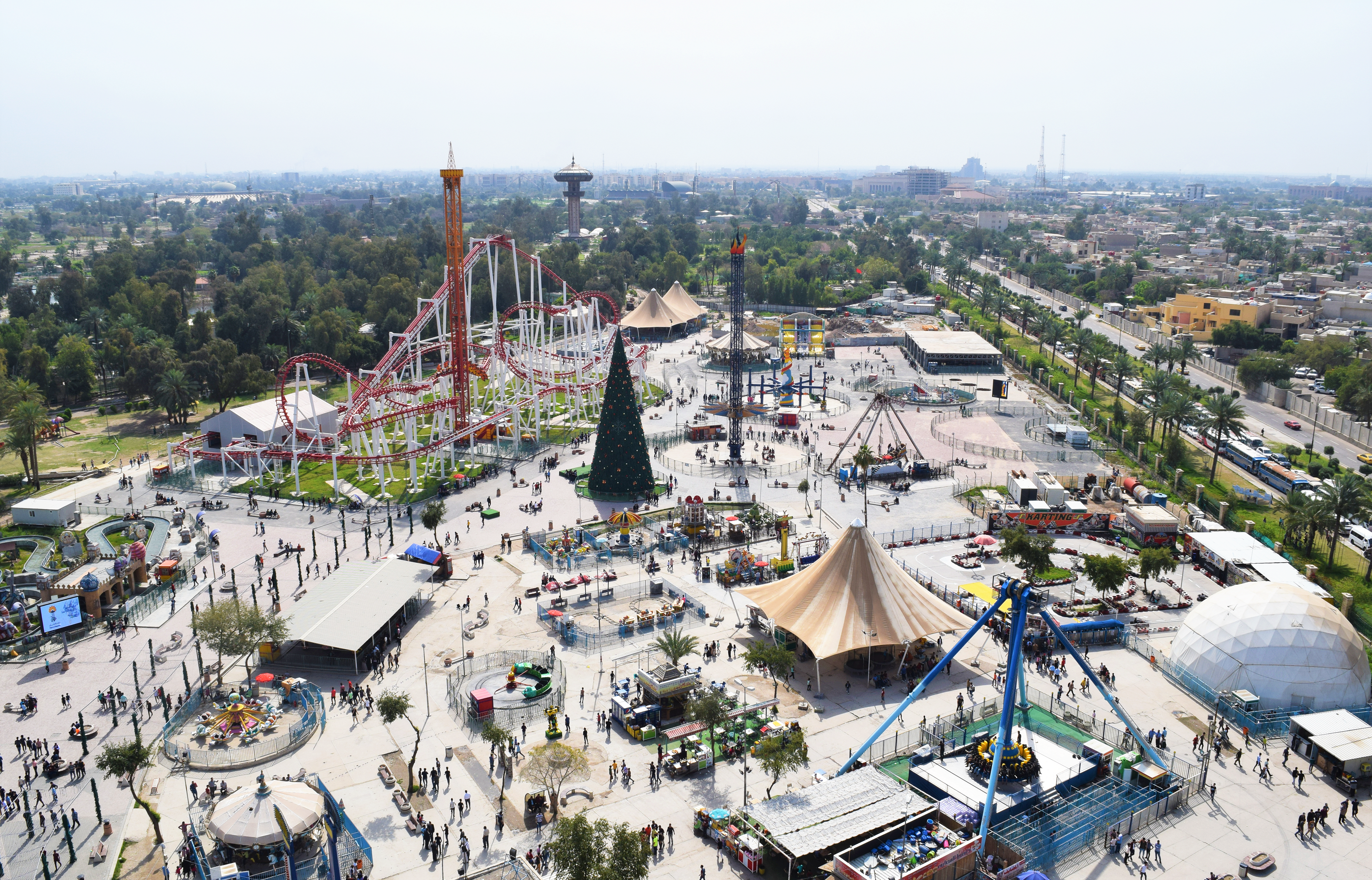
مدينة ألعاب الزوراء.

متنزه الزوراء أو حديقة الزوراء متنزه عام يقع في جانب الكرخ في مدينة بغداد العاصمة العراقية وقد كان موقعه في السابق معسكرا للجيش حتى احيل إلى الاستثمار ليصبح متنزه الزوراء.
مساحة الحديقة 3 كيلومترات مربعة، أنشئت في مطلع عقد السبعينيات من القرن العشرين، على مساحة أصلية كان مقدارها ألف دونم عراقي، ثم اقتطعت منها خلال الثمانينيات مساحة 300 دونم لإنشاء ساحة الاحتفالات.

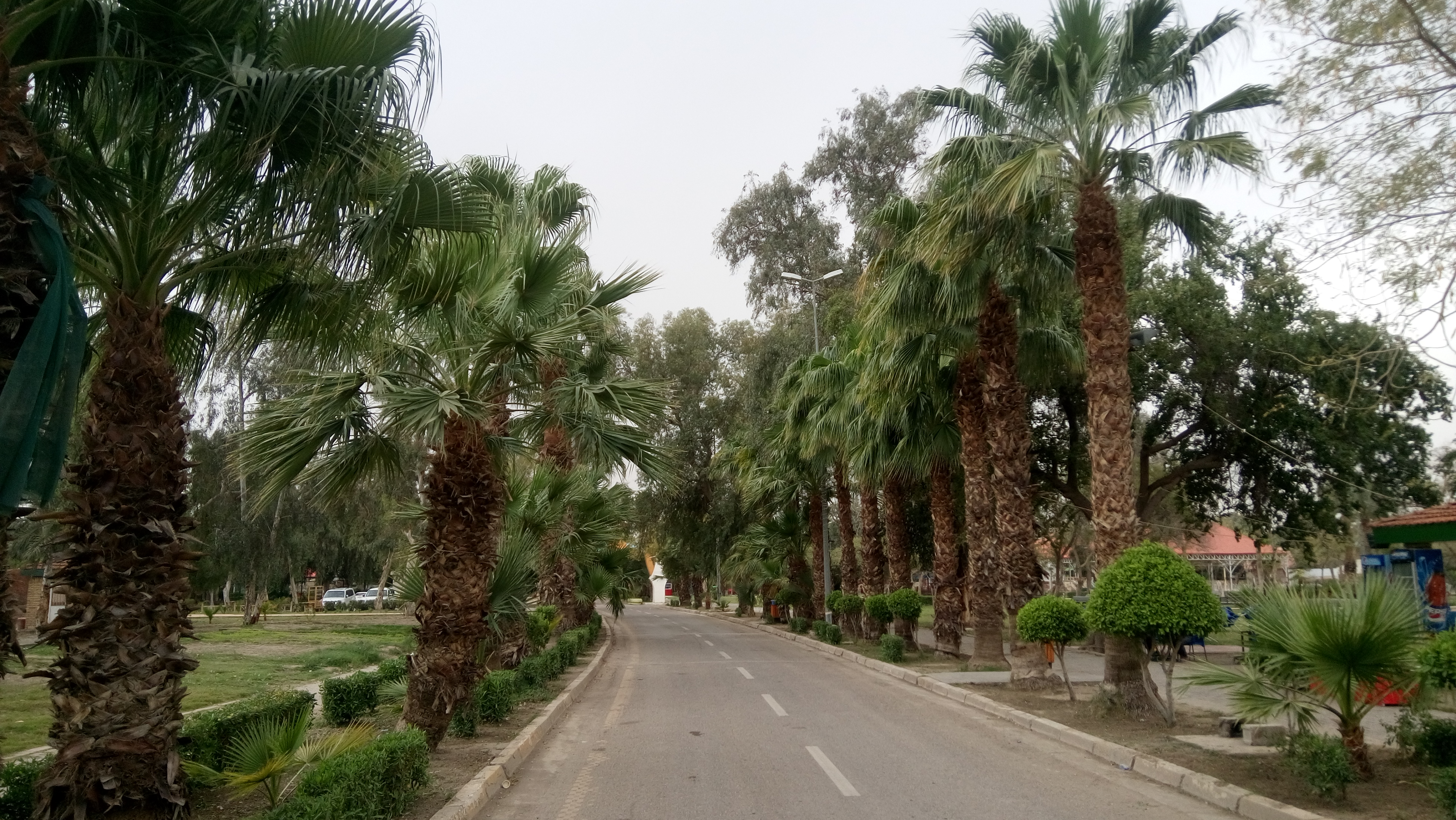
شارع من شوارع حديقة الزوراء.

توجد فيه مدينة ألعاب (ملاهي) وبرج مرتفع (برج الزوراء) . كما تشمل حديقة الحيوانات التي تضررت بشدة أثناء الغزو الأمريكي للعراق في 2003 خصوصا بعد اجتياح دبابات أمريكية لها بهدف تدمير تمثال كان منتصبا للرئيس العراقي الأسبق صدام حسين قرب الحديقة، كما فقدت عددا كبيرا من حيواناتها في حديقة الحيوان بداخلها، وقد أعيد تاهيل منتزه الزوراء وأصبح اليوم أجمل من قبل وعادت العوائل العراقية عموما والبغدادية خصوصا تمضي أوقات ممتعة فيه وتتناول الأكلات الشعبية، ويشهد متنزه الزوراء إقبالاً واسعاً خلال العطل الإسبوعية والأعياد والمناسبات والمهرجانات ومنها مهرجان بغداد الدولي للزهور والذي يقام على حدائق متنزه الزوراء.

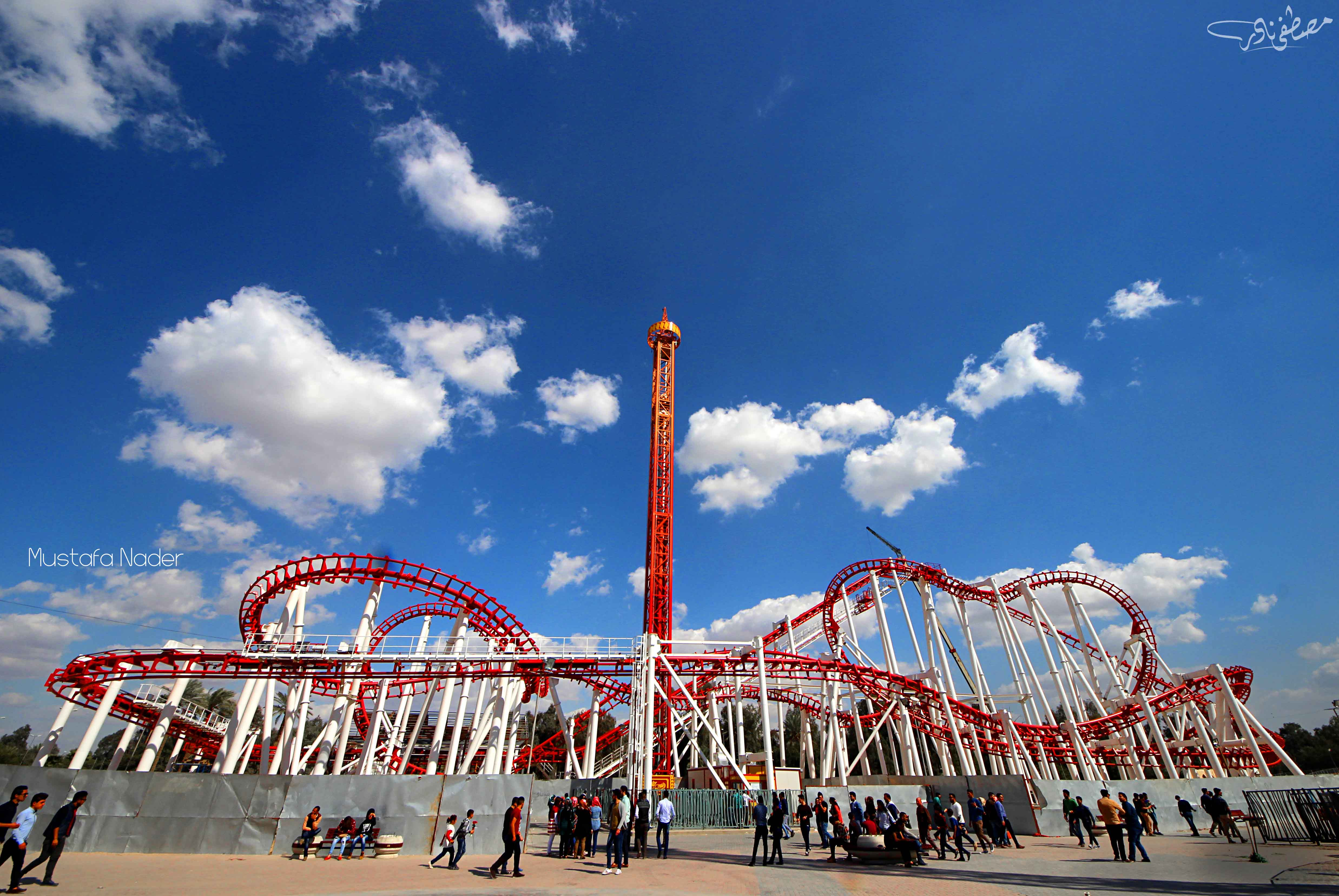
لعبة رولر كوستر في الزوراء

متنزه الزوراء في حي الزوراء، محلة 207، ضمن بلدية الكرخ، وفي شرق الزوراء حي الصالحية وفي غربها حي الحارثية، وجنوبها مجمع القادسية وجنوب الشرق كرادة مريم، وشمالها محطة بغداد العالمية.

## معرض الصور

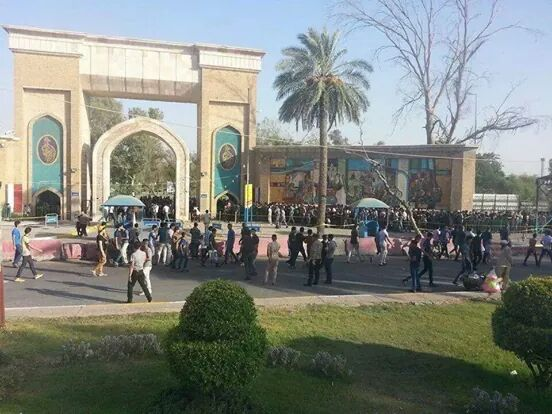
البوابة الرئيسية لمتنزه الزوراء